# Mujeres de nadie
Mujeres de nadie é uma telenovela argentina produzida pela Pol-ka Producciones e exibida pelo Canal 13 entre 10 de maio de 2007 e 17 de novembro de 2008.

## Elenco
- Susú Pecoraro - Ana Ortega
- María Leal - Margarita "Marga" Vega
- Claribel Medina - Lucrecia "Mimí" Montesi
- Agustina Cherri - Laura "Lali" Garreto
- Luis Luque - Guillermo Gutiérrez
- Federico Olivera - Pablo Medina
- Alejandro Awada - Juan Carlos Rossi
- Dalma Milebo - María Teresa "Marita" Linares
- Fabiana García Lago - Giselle Campana
- Campi - José "Pepe" Gatica
- Gonzalo Heredia - Rolando "Rolo" Pérez
- Florencia Otero - Eugenia Gutiérrez
- Lucía Pecul - Malena Oltegui
- Laura Miller - Julia Almada
- Víctor Hugo Vieyra - Gregorio Almada
- Juan Mnauel Tenuta - Atilio Montesi
- María Ibarreta - Elsa Oltegui
- Ana María Picchio - Zulema Garreto